# Kallbadhuset, Visby

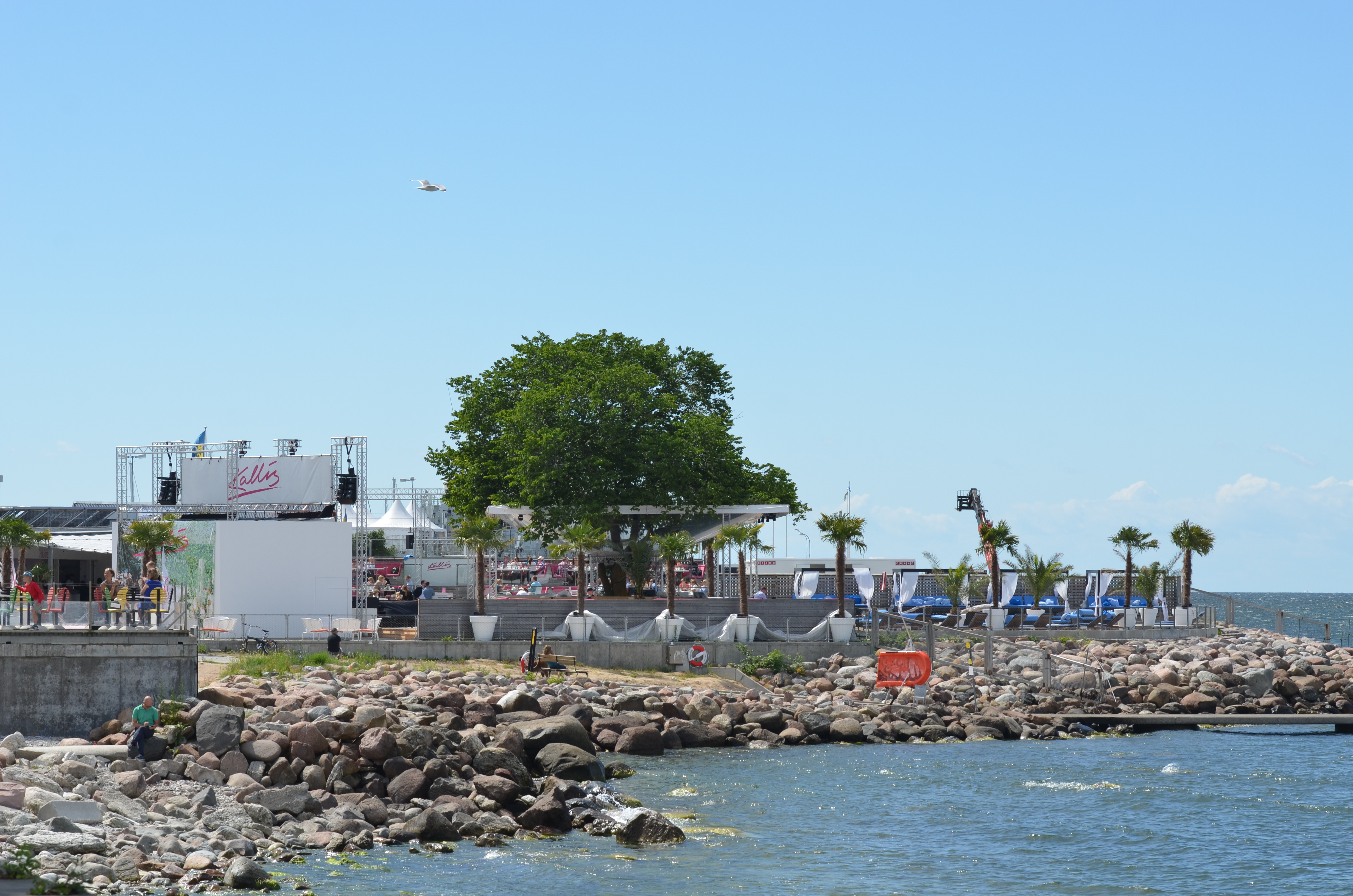
Kallis 2016.

Kallbadhuset (populärt kallat Kallis) i Visby ligger en liten bit söder om Kruttornet vid Strandpromenaden och är stadens närmaste strand. På sommaren finns där lite av varje i nöjesväg att tillgå efter dagens bad. Vid Kallbadhuset driver Wisby Strand kongress och event sommarcafé, restaurang och After Beach. Med det centrala läget alldeles bredvid hamnen och Högskolan på Gotland är Kallbadhuset en väldigt populär plats under sommaren. 
Vecka 29, kallat Stockholmsveckan, då Stureplansgruppen flyttat till Visby (från tennisveckan i Båstad, och innan flytten till S:t Tropez), är Kallbadhuset, populärt kallat Kallis, samlingsplatsen från eftermiddag till tidig kväll. Festandet på Kallbadhuset är en mycket populär företeelse för partysugna från hela världen. Hit kommer folk från tex övriga Sverige, Sydamerika och södra Europa.
Den engelska tidningen The Sunday Times utnämnde "Kallis" till Europas bästa strandfest 2008.